# Arnold Cissarz
Arnold Cissarz (* 17. August 1900 in Loschwitz; † 29. August 1973 in Hannover) war ein deutscher Mineraloge, Lagerstättenkundler und Hochschullehrer.

## Leben
Er war der Sohn des aus Danzig stammenden Maler, Grafiker und Illustrators Johann Vincenz Cissarz (1873–1942), der seit 1897 in Dresden als freischaffender Grafiker tätig war. Seine Mutter stammte aus der Adelsfamilie von Winterfeld.
Von seinen Eltern wurde Arnold Cissarz auf das Realgymnasium nach Stuttgart geschickt und danach nach Frankfurt am Main. Er studierte an den Universitäten Frankfurt und Gießen sowie an der Bergakademie Clausthal. 1924 wurde er in Gießen bei Hans Schneiderhöhn zum Dr. phil. promoviert. Das Thema seiner Dissertation lautete Mineralogisch-mikroskopische Untersuchung der Erze und Nebengesteine des Roteisensteinlagers der Grube Maria bei Braunfels an der Lahn. Nach einigen Jahren als Assistent in Gießen und an der Technischen Hochschule Aachen, wo er 1926 habilitiert wurde, ging er 1928 an die Universität Freiburg. In Freiburg wurde er 1932 am Mineralogischen Institut außerordentlicher Professor. Er war Mitglied der SA.
Nach dem Ende des Zweiten Weltkrieges war Arnold Cissarz von 1947 bis 1956 beim Geologischen Dienst in Jugoslawien, speziell in Serbien, tätig. Ab 1951 war er zusätzlich Honorarprofessor an der Universität Belgrad. Danach wirkte er an der Bundesanstalt für Bodenforschung, wo er Leiter der Auslandsabteilung wurde.
Er war Mitglied der Deutschen Mineralogischen Gesellschaft.

## Veröffentlichungen (Auswahl)
Arnold Cissarz publizierte speziell zur Lagerstättenkunde.
- Lagerstätten und Lagerstättenbildung in Jugoslavien in ihren Beziehungen zu Vulkanismus und Geotektonik. 1956
- Einführung in die allgemeine und systematische Lagerstättenlehre. 2. Auflage, Schweizerbart, Stuttgart 1965